# チャンギ空港スカイトレイン
チャンギ空港スカイトレイン（チャンギくうこうスカイトレイン、英: Changi Airport Skytrain）は、シンガポールにあるチャンギ国際空港のターミナル 1、ターミナル 2およびターミナル 3を連絡する自動案内軌条式旅客輸送システムである。

## 概要
1990年に開業し、アジアで最初の自動ガイドシステムとなった。スカイトレインの運行時間は5:00 - 2:30であり、かつ1 - 2分間隔で運行されている。スカイトレインの利用料金は無料であり、ターミナル内の移動は約90秒かかる。スカイトレインの全駅がプラットホームスクリーンドア対応となっており、空調付きで次の列車の到着時間を示すプラズマディスプレイが設置されている。
2002年2月8日にマス・ラピッド・トランジット (MRT) のチャンギ・エアポート駅が開業し、スカイトレインはMRT駅入口に位置するターミナル 2およびターミナル 3とターミナル 1に連絡している。
当初、アドトランツC-100のスカイトレイン車両で構成されており、ウェスティングハウス・エレクトリックおよびアドトランツ （ボンバルディアが買収）が共同開発した。2002年（平成14年）に、空港拡張に伴うターミナル 3開業計画と利用客の増加に対応するために、1億3,500万シンガポールドル (S$) をかけて三菱重工業製クリスタルムーバーベースの新システム事業を開始した。
以前のアドトランツC-100の車両は1編成に2両目がなく走行していた（対照的に現在の三菱クリスタルムーバーは、1編成2両で走行。）、そして各駅の最初の2つのプラットホームスクリーンドアは緊急目的のためである（2つのドアが各半分にあって、C-100は各駅の外の半分で停止した。）。

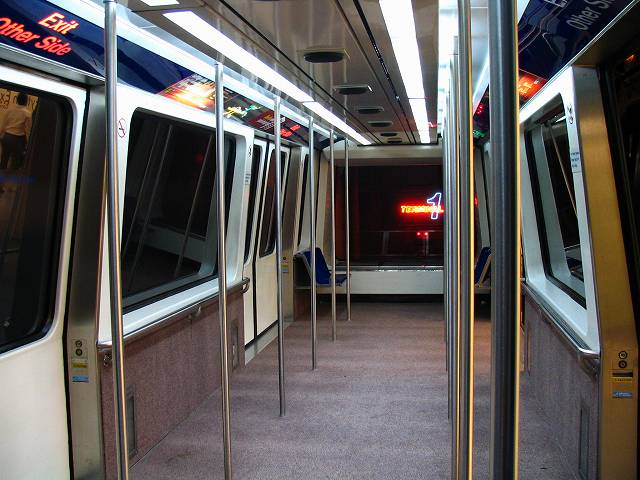
1990年代にチャンギ空港スカイトレインで運行されていたアドトランツC-100

第三軌条方式のレールは、以前はトラックの中央にあったが、サイドに移設された。2006年3月にターミナル 1およびターミナル 2間の新システムが開業し、ターミナル 3開業までの間に2007年11月にターミナル 3へ連絡した。
2015年2月24日より、旅客ターミナル拡張工事のため、B駅（ターミナル3北側）～E駅（ターミナル2北側）間のスカイトレインが長期運休となった。再開は2018年の予定。

## 駅一覧
| 駅  | ターミナル   | 目的駅 | サービス            |
| --- | ------------ | ------ | ------------------- |
| A   | ターミナル 3 | A南    | 乗継                |
| A   | ターミナル 3 | F      | 乗継                |
| A南 | ターミナル 3 | A      | 乗継                |
| B   | ターミナル 3 | C      | 一般/乗継           |
| B   | ターミナル 3 | E      | 一般/乗継（休止中） |
| C   | ターミナル 1 | B      | 一般/乗継           |
| D   | ターミナル 1 | E      | 一般/乗継           |
| E   | ターミナル 2 | B      | 一般/乗継（休止中） |
| E   | ターミナル 2 | D      | 一般/乗継           |
| F   | ターミナル 2 | A      | 乗継                |

## 将来の拡大
システムの将来の拡大を計画している。 これらは、F駅からTerminal 2の南部方面を扱う延長約500mの単一レーンシャトル2駅と、将来のTerminal 4を扱う延長約1,400mの二重レーンシャトル4駅を含む。